# Liste der Kantone im Département Lot
Das Département Lot liegt in der Region Okzitanien in Frankreich. Es untergliedert sich in drei Arrondissements mit 17 Kantonen (französisch cantons).
Siehe auch: Liste der Gemeinden im Département Lot

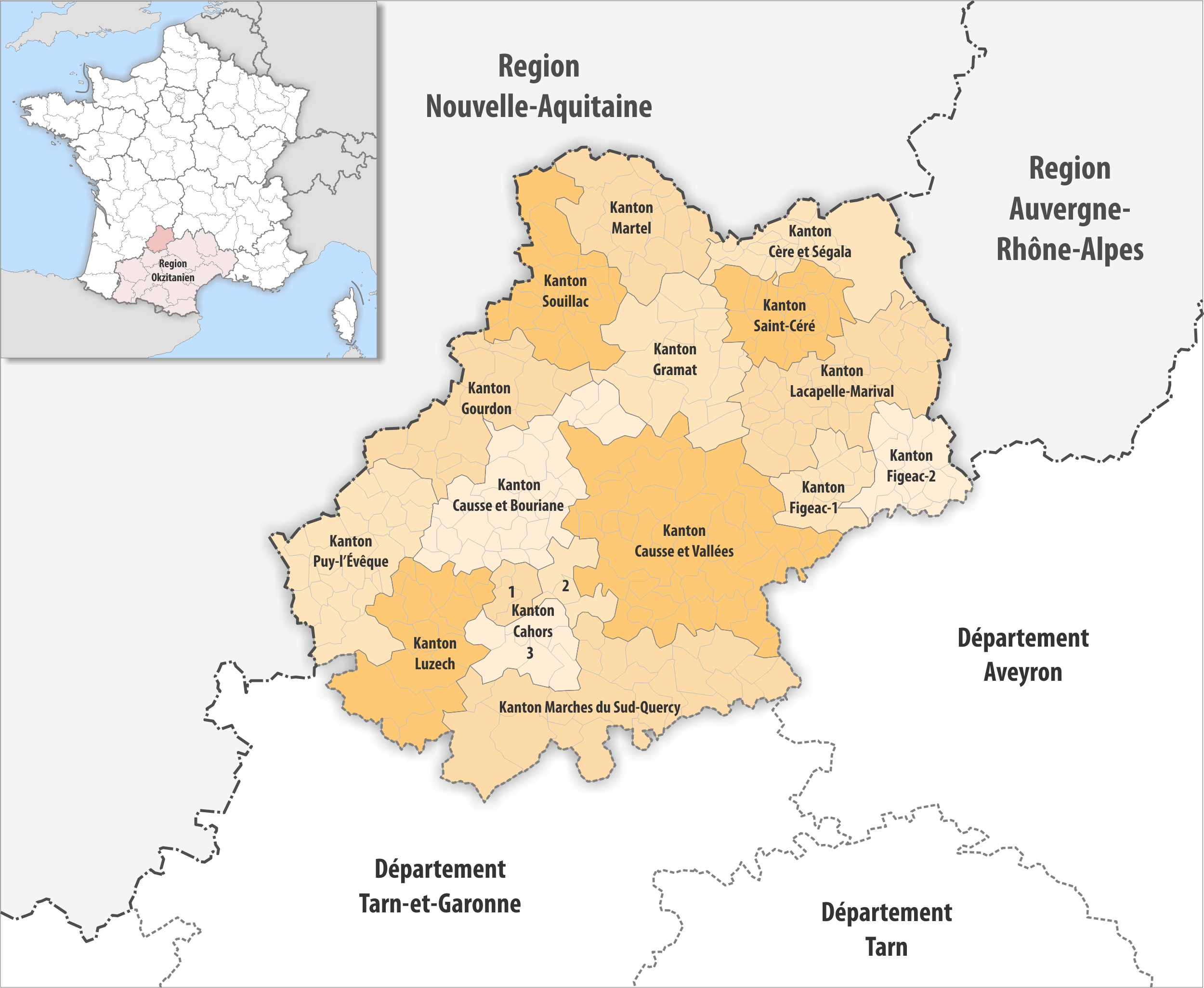
Gemeinden und Kantone im Département Lot

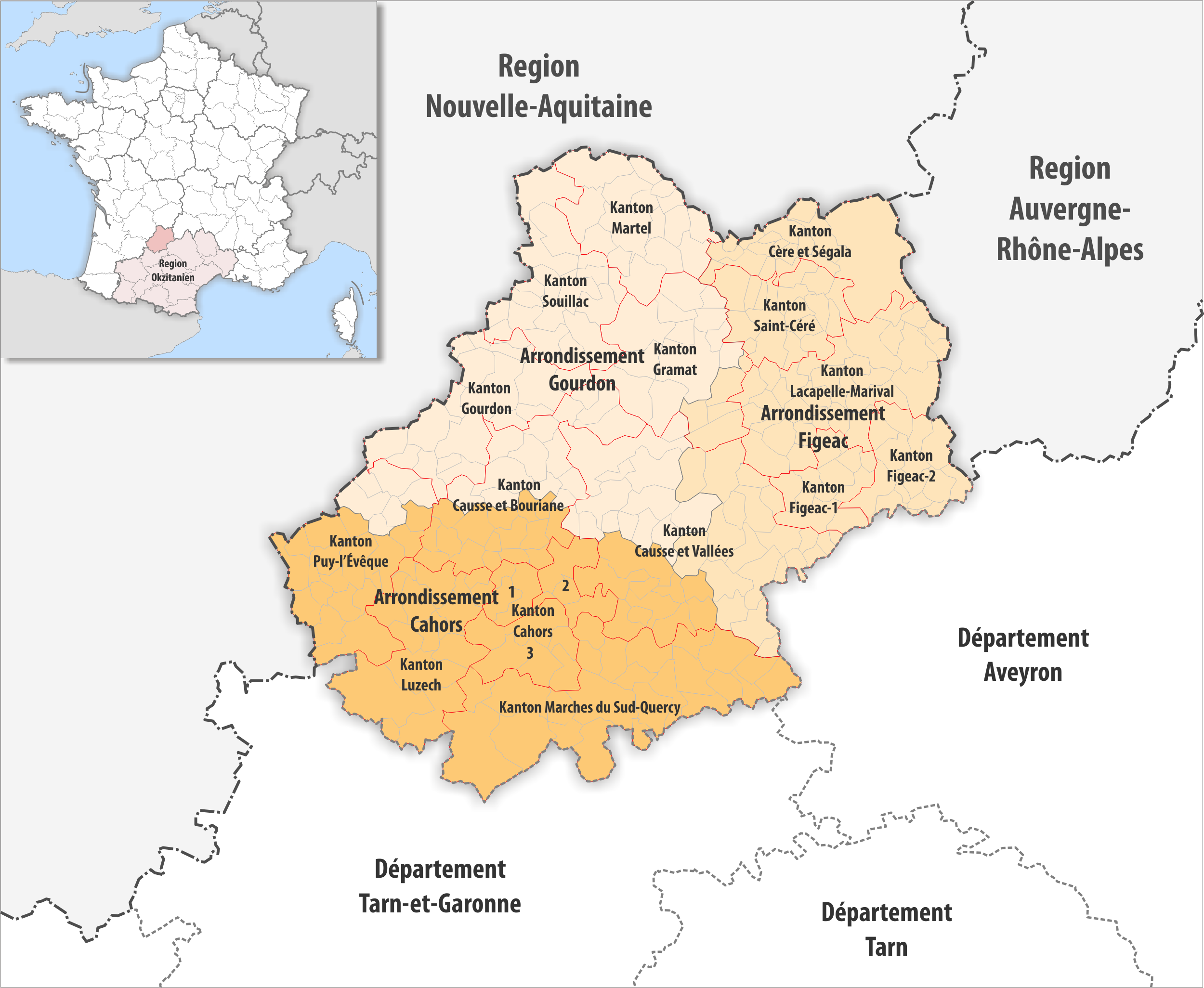
Gemeinden, Arrondissemente und Kantone im Département Lot

| Kanton                | Gemeinden | Einwohner 1. Januar 2022 | Fläche km² | Dichte Einw./km² | Code INSEE | Arrondissement(e)       |
| --------------------- | --------- | ------------------------ | ---------- | ---------------- | ---------- | ----------------------- |
| Cahors-1              | 2 1⁄3     | 11.793                   | 50,78      | 232              | 4601       | Cahors                  |
| Cahors-2              | 3 1⁄3     | 9.075                    | 94,52      | 96               | 4602       | Cahors                  |
| Cahors-3              | 5 1⁄3     | 11.361                   | 118,51     | 96               | 4603       | Cahors                  |
| Causse et Bouriane    | 30        | 10.001                   | 393,41     | 25               | 4604       | Cahors, Gourdon         |
| Causse et Vallées     | 44        | 9.607                    | 781,64     | 12               | 4605       | Cahors, Figeac, Gourdon |
| Cère et Ségala        | 17        | 10.253                   | 264,66     | 39               | 4606       | Figeac                  |
| Figeac-1              | 11 1⁄2    | 10.517                   | 135,13     | 78               | 4607       | Figeac                  |
| Figeac-2              | 13 1⁄2    | 10.437                   | 173,99     | 60               | 4608       | Figeac                  |
| Gourdon               | 18        | 11.672                   | 313,94     | 37               | 4609       | Gourdon                 |
| Gramat                | 17        | 8.524                    | 351,04     | 24               | 4610       | Figeac, Gourdon         |
| Lacapelle-Marival     | 32        | 8.784                    | 409,44     | 21               | 4611       | Figeac                  |
| Luzech                | 17        | 10.047                   | 344,62     | 29               | 4612       | Cahors                  |
| Marches du Sud-Quercy | 24        | 12.294                   | 606,58     | 20               | 4613       | Cahors                  |
| Martel                | 16        | 10.185                   | 290,60     | 35               | 4614       | Gourdon                 |
| Puy-l’Évêque          | 25        | 11.525                   | 376,16     | 31               | 4615       | Cahors, Gourdon         |
| Saint-Céré            | 18        | 9.635                    | 203,59     | 47               | 4616       | Figeac                  |
| Souillac              | 18        | 9.910                    | 307,92     | 32               | 4617       | Gourdon                 |
| Département Lot       | 312       | 175.620                  | 5.216,53   | 34               | 46         | –                       |

## Liste ehemaliger Kantone
Bis zum Neuzuschnitt der französischen Kantone im März 2015 war das Département Lot wie folgt in 31 Kantone unterteilt:
| Arrondissement | Kantone |
| -------------- | --- |
| Cahors         | Cahors-Nord-Est, Cahors-Nord-Ouest, Cahors-Sud, Castelnau-Montratier, Catus, Cazals, Lalbenque, Lauzès, Limogne-en-Quercy, Luzech, Montcuq, Puy-l’Évêque, Saint-Géry |
| Figeac         | Bretenoux, Cajarc, Figeac-Est, Figeac-Ouest, Lacapelle-Marival, Latronquière, Livernon, Saint-Céré, Sousceyrac                                                       |
| Gourdon        | Gourdon, Gramat, Labastide-Murat, Martel, Payrac, Saint-Germain-du-Bel-Air, Salviac, Souillac, Vayrac                                                                |